# Mara (rivier)
De Mara is een rivier die begint in Narok County, Kenia en eindigt in de regio Mara, Tanzania. Het ligt op de migratieroute van de hoefdieren in het Masai Mara/Serengeti ecosysteem.

## Stroomgebied
Het stroomgebied van de Mara bedraagt een oppervlakte van 13.504 km², waarvan ongeveer 65% in Kenia en 35% in Tanzania ligt. Vanaf de bron in de Keniaanse hooglanden stroomt de rivier voor 395 km van de Mau Escarpment tot de monding in het Victoriameer. Het stroomgebied kan ruwweg verdeeld worden in vier regio's.

### Mau Escarpment
De Mara ontspringt in het Napuiyapi-moeras op 2932 meter hoogte, met als belangrijkste bronrivieren de Amala en Nyangores. Dit gedeelte van de rivier ondersteunt naast bossen ook kleinschalige landbouw (minder dan 4 hectare) en middelgrote boerderijen (vaak theeboerderijen tot 16 hectare). 

### Keniaanse Rangelands
In dit gebied stromen de Amala en Nyangores uit het Mau Escarpment samen om hier de Mara te vormen. De rivier meandert verder door open savannegraslanden die meestal worden beheerst door Masai-boerderijen en worden gebruikt als weidegrond voor vee en voor zowel kleinschalige als grootschalige landbouw (meer dan 16 hectare). 
De stroomgebieden van vier belangrijke zijrivieren van de Mara (Talek, Engare, Sand en Engito) liggen ook in dit gebied, samen met enkele hooglandgebieden zoals de Loita Hills.

### Beschermde gebieden
Op een gegeven moment stroomt de rivier het Masai Marareservaat binnen, waar het samenstroomt met drie van de vier belangrijke zijrivieren. Op de grens van Kenia en Tanzania stroomt de rivier het Serengeti National Park binnen, waar de vierde zijrivier erbij komt. In deze park is de menselijke activiteit beperkt tot het observeren van wilde dieren.

### Stroomafwaarts in Tanzania
Net nadat de Mara uit het Ikorongo Game Reserve (dat grenst aan de Serengeti), meandert de rivier scherp naar het noorden. Op het punt waar de rivier weer afbuigt naar het zuidwesten, vertakt de rivier om zo het Maramoeras te vormen. Deze stroompjes en moerassen gaan verder voor ongeveer 70 kilometer stroomafwaarts. De dichtheid van mensen en vee is groot hier en kleinschalige landbouw is hier het belangrijkste landgebruik. Het stroomgebied van de Mara is een van de tien afwateringsgebieden die in het Victoriameer uitmonden en is daarom functioneel en ecologisch verbonden met de sociaaleconomische activiteiten van het Victoriameer en langs de Nijl.

## Hoogte en neerslag
De hoogtes in het stroomgebied variëren van 2.932 meter rond de bronnen tot 1.134 meter bij het Victoriameer. De hoeveelheid neerslag varieert ook langs deze hoogtes. De meeste regen valt in het Mau Escarpment, met een gemiddelde jaarlijkse neerslag van 1.000 tot 1.750 mm. De graslanden op de grens hebben een gemiddelde jaarlijkse neerslag van 900 tot 1.000 mm en de Keniaanse Loita Hills en het gebied rond het Victoriameer maar gemiddeld 700 tot 850 mm per jaar. Hiernaast is er ook variabiliteit in tijd; er zijn twee regenseizoenen. De lange regens starten halverwege maart tot juni, met een piek in april en de korte regens komen voor tussen september en december. 

## Effecten
De rivier is een essentiële bron voor de grazende dieren in de reservaten. Hoewel de rivier tijdens het droge seizoen vrij ondiep lijkt, kan de rivier tot tweemaal zijn normale grootte stijgen na hevige regenval. Dit kan stroomversnellingen creëeren in de rivier, die tot voedseltekorten kan leiden bij roofdieren die de rivier niet kunnen over steken om te jagen. 

## Galerij

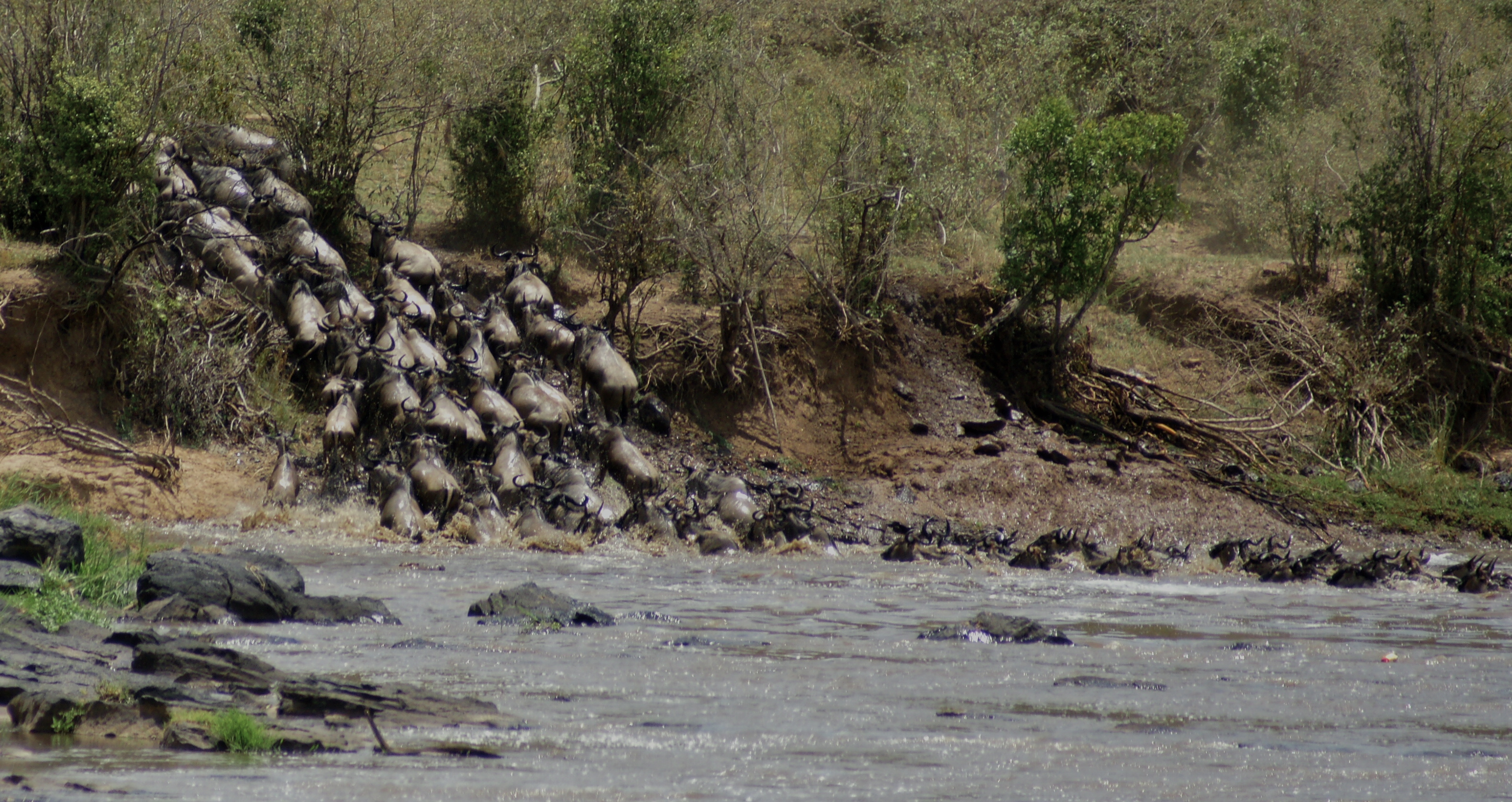
Gnoes steken de Mara over
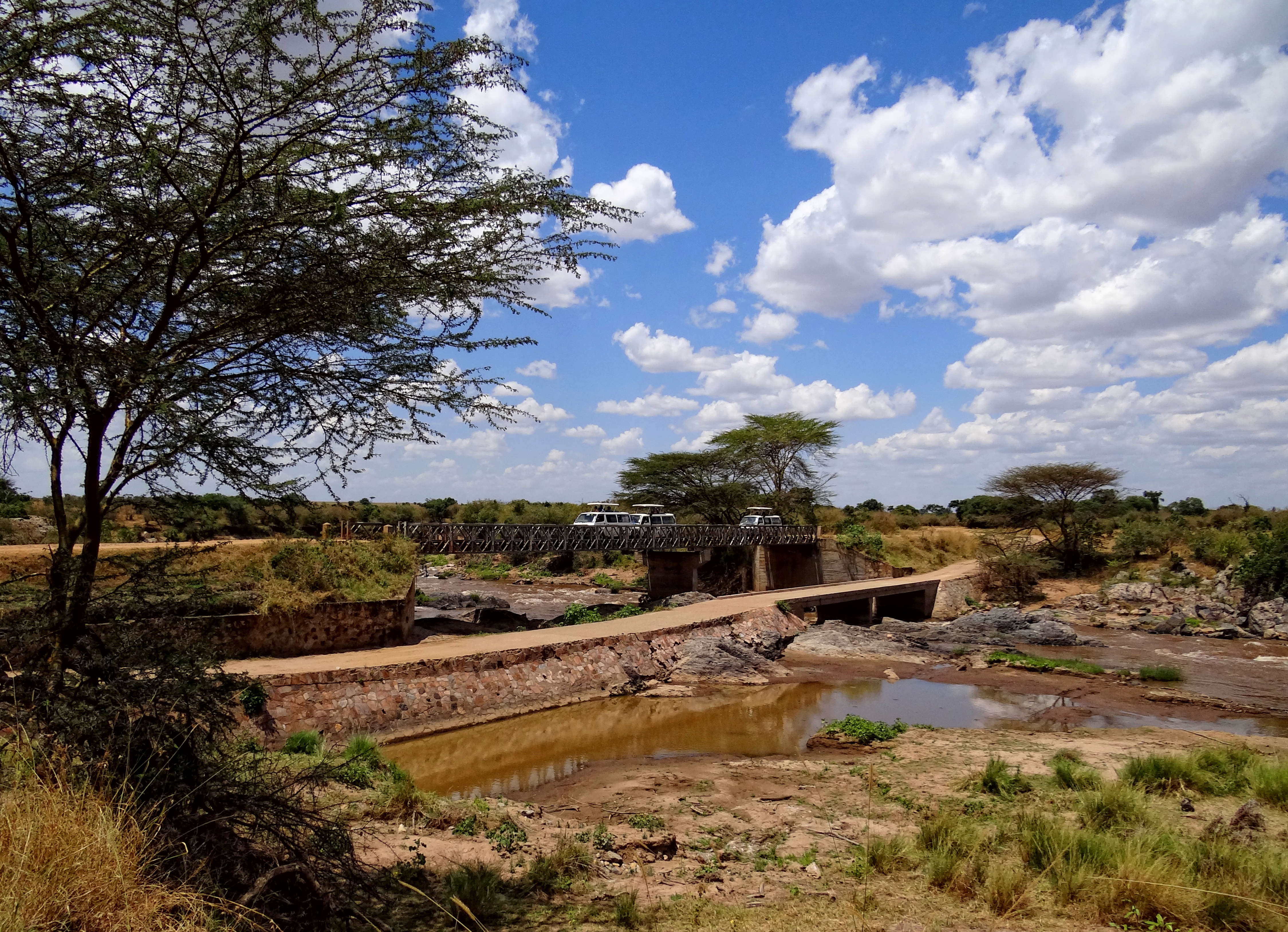
Bruggen over de Mara op de grens
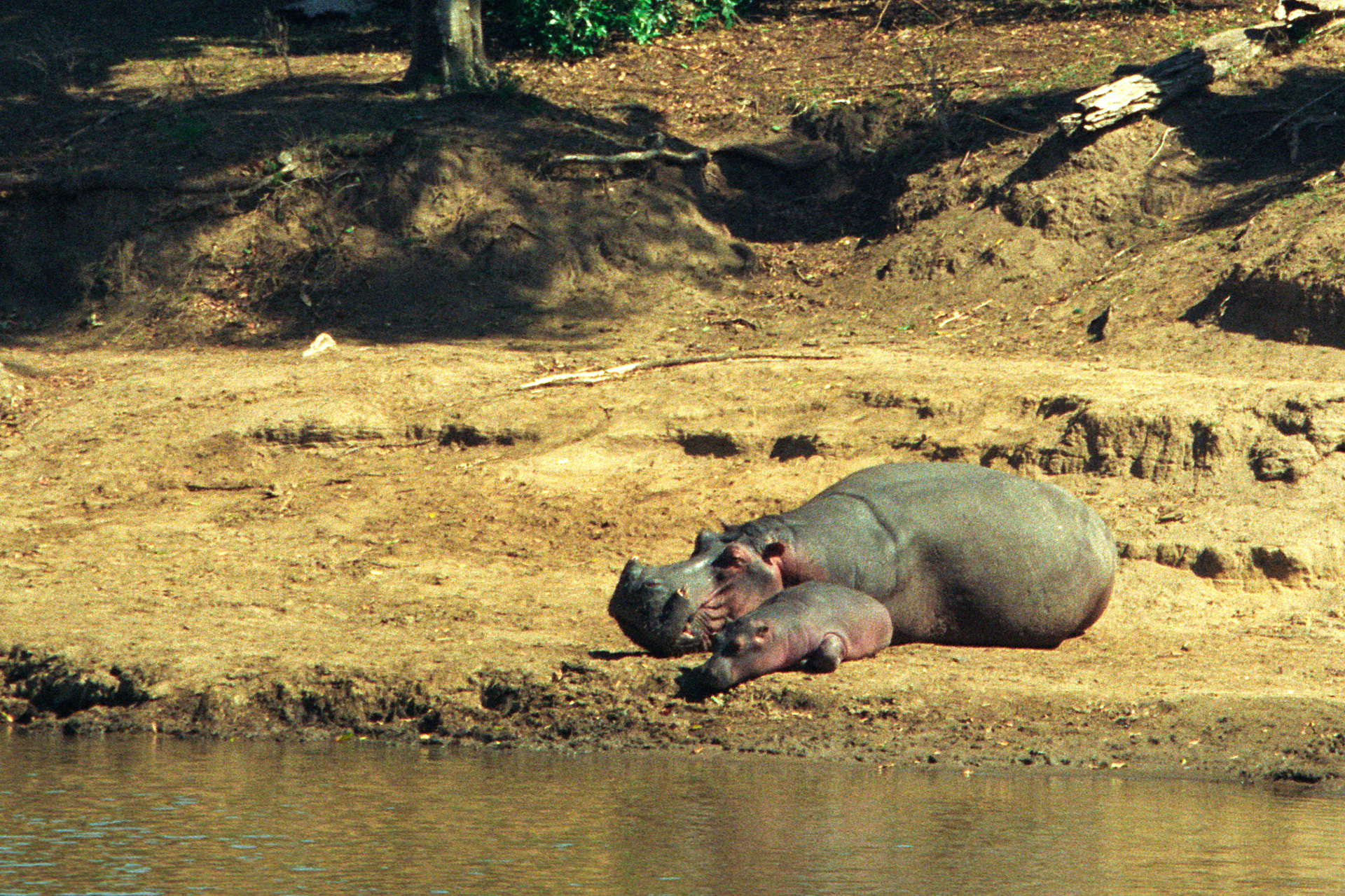
Nijlpaarden bij de Mara